# Downton Abbey
Downton Abbey (traducido como Abadía de Downton) es la serie dramática de la televisión británica, producida por Carnival Films y Masterpiece para ITV. Creada y escrita principalmente por el escritor Julian Fellowes, se estrenó en la cadena británica ITV en septiembre de 2010.
La serie transcurre en el condado inglés de Yorkshire, en la country house de Downton, describiendo la vida de la familia aristocrática Crawley y sus sirvientes entre 1912 y 1926, con los más importantes acontecimientos en la historia teniendo un efecto en sus vidas y en la jerarquía social británica. Tales sucesos, representados a lo largo de las temporadas, incluyen las noticias del hundimiento del Titanic en la primera temporada; el estallido de la Primera Guerra Mundial, la pandemia de gripe de 1918, y el Escándalo de Marconi en la segunda temporada; el periodo de entreguerras y la formación del Estado Libre Irlandés en la tercera temporada; y el Escándalo del Teapot Dome en la cuarta temporada.
Downton Abbey comenzó a emitirse en 2010, y debido a su alta audiencia ITV confirmó el 12 de octubre de 2010 que habría una segunda parte, la cual comenzó a transmitirse en septiembre de 2011. La tercera temporada se estrenó el 23 de septiembre de 2012, y la cuarta temporada, el 22 de septiembre de 2013. En Inglaterra es tradicional que cada temporada, a partir de la segunda, se remate con un episodio especial de Navidad (llamado en inglés "Christmas Special"). Están disponibles en streaming en Netflix todas las temporadas en España desde el 31 de diciembre de 2016 y en Hispanoamérica desde el 4 de enero de 2017.
El 26 de marzo de 2015, el canal ITV anunció que la sexta temporada sería la última de la serie. Situada ya a mediados de los años 1920, la última temporada de Downton Abbey volvió a estar compuesta por ocho capítulos y un episodio especial de Navidad, que fue el que realmente puso el broche final a la serie.
En España a partir de la cuarta temporada se emitió en la cadena Nova mientras que las tres primeras temporadas se emitieron por Antena 3. y desde el 18 de marzo de 2022 la serie se emite en las tardes de Televisión Española. En Hispanoamérica se emite a través del canal de cable Film & Arts, manteniendo el idioma original de la serie (con subtítulos en español). En Chile, se emitió a través de TVN en señal abierta, doblada al español. En México, se transmite por Once TV México en televisión abierta, doblada al español y también subtitulada. En Panamá, se transmitió por Nex en televisión abierta, doblada al español y además subtitulada. La serie ha tenido éxito internacional.

## Sinopsis
Año 1912. La vida en el condado de Downton (Yorkshire, Inglaterra), cambia cuando el futuro heredero muere en el hundimiento del Titanic. El nuevo heredero es un joven abogado de clase media-alta llamado Matthew Crawley (Dan Stevens), primo lejano del conde. Esto se debe a que el conde y la condesa de Grantham Robert Crawley (Hugh Bonneville) y Cora Crawley (Elizabeth McGovern) no tienen hijos varones, sino tres hijas: Lady Mary (Michelle Dockery), Lady Edith (Laura Carmichael) y Lady Sybill (Jessica Brown-Findlay), que no pueden heredar. Este vuelco de la fortuna no agrada a los miembros de la familia ni a los criados, en especial a la condesa viuda de Grantham (Maggie Smith), madre de Robert.

## Planteamiento

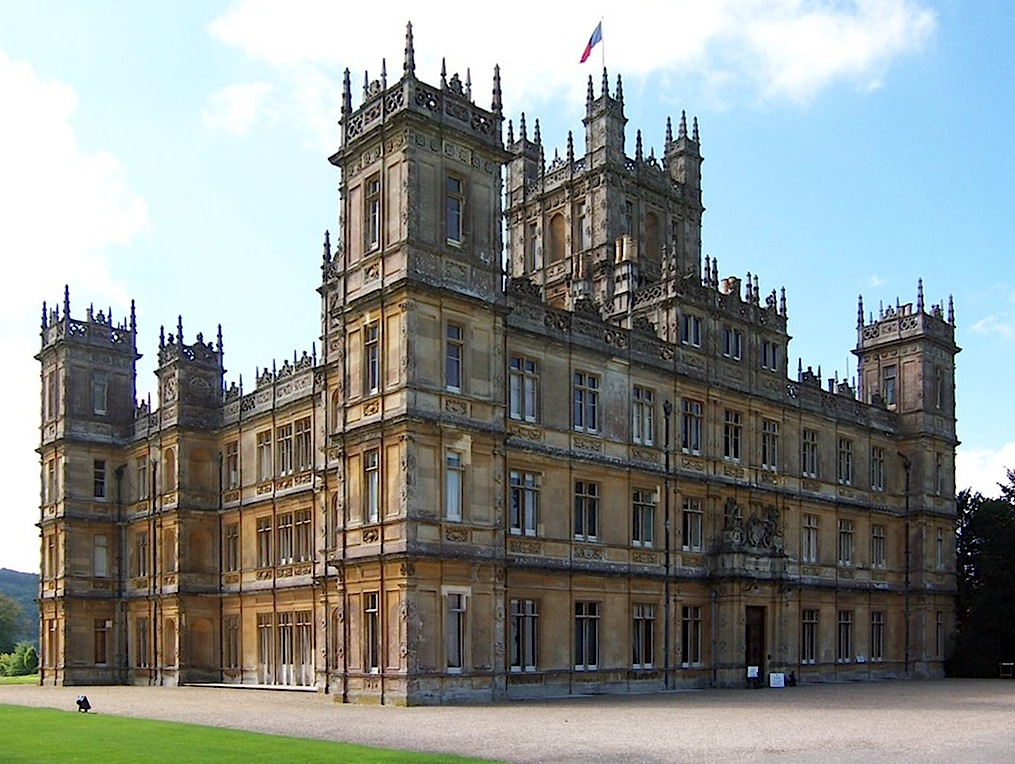
Castillo de Highclere, utilizado para las grabaciones interiores y exteriores de Downton Abbey.

La serie se desarrolla alrededor de la vida de la aristocrática familia del conde Grantham, su madre, su esposa, sus tres hijas y otros parientes y amigos, así como sus numerosos criados, a principios del reinado de Jorge V, en las primeras décadas del siglo XX, y tiene como cuestión de fondo el destino de los bienes que la familia disfruta, especialmente su casa solariega, Downton Abbey, una country house o castillo cuya propiedad obedece a unas reglas diferentes de las habituales.
Lord Robert Crawley es por herencia conde Grantham y dueño de Downton Abbey, en donde vive con su familia y sus criados, pero no es su dueño incondicional. El título de conde, la casa y otros cuantos bienes muebles e inmuebles forman parte de un mayorazgo que se remonta varias generaciones atrás. Sus titulares, a cambio de disfrutarlo, están obligados a administrarlo y engrandecerlo, y deben transmitirlo a sus herederos varones.
El actual conde había recibido el conjunto de bienes asociados al mayorazgo en un estado ruinoso, que fue mejorado hasta conseguir el actual esplendor, gracias a su matrimonio con Cora, una rica heredera estadounidense cuya fortuna fue incorporada con el matrimonio, y con la que tiene tres hijas. Al no tener el matrimonio un heredero varón, a la muerte del actual conde, Downton Abbey y las demás propiedades deberán transmitirse a un pariente, pudiendo darse el caso de que su esposa y sus hijas no puedan vivir en él, pese a que su verdadero valor se debe a la aportación de Cora, cuya inmensa fortuna, en condiciones normales, sería transmitida a sus tres hijas.
Para evitar el desamparo en que las reglas del mayorazgo pudieran dejar a su familia, el actual conde había conseguido y preparado que su hija mayor, Mary, se casase con su primo Patrick, hijo del heredero, James Crawley, primo del conde, lo que hacía que tanto el título como los bienes permanecieran o regresaran a su familia directa. Pero los dos primos y herederos se embarcan en el viaje inaugural del Titanic, y perecen en su hundimiento, el 14 de abril de 1912.
Esa noticia luctuosa marca el inicio de la serie, que prosigue con la llegada a Downton Abbey, llamado por el conde, de Matthew Crawley, el nuevo heredero varón, un joven abogado de Mánchester, nada familiarizado con la vida aristocrática y a veces extravagante de la familia, para que pueda ir adaptándose a la vida que le espera, y los intentos de que pueda llegar a ser el marido de Lady Mary, la hija mayor de los condes.

## Personajes

### Violet, condesa viuda de Grantham
El personaje de Violet, protagonizado impecablemente por la reconocida actriz británica Dame Maggie Smith, encarna a la madre de Robert, conde de Grantham y por ende abuela de sus tres hijas, Lady Mary, Lady Edith y Lady Sybill. El personaje se caracteriza por reflejar a una mujer anciana que posee el típico orgullo inglés de la "Belle Epoque", con algo de prepotencia y dejos de superioridad, personifica el tradicionalismo nobiliario en su más rica expresión del costumbrismo postvictoriano.
En ella, el espectador puede analizar a la aristócrata preocupada por el linaje y la continuidad de su apellido, quién en hombros de su único hijo varón parece languidecer ante la posibilidad de pasar a un desconocido por no haber procreado este -su hijo- varón alguno que continuase con él; y a la par, se ven en la apremiante situación de que por el mayorazgo que había instituido su difunto marido, el patrimonio de todo Downton Abbey pasaría únicamente a manos del varón más próximo a suceder al que fuese el difunto conde; por ello, ella vislumbra en el pensamiento que la caracteriza, la necesidad de acudir a cualquier método que siendo práctico le ayude a conseguir sus fines.
Puede además el público de esta serie de época, refrescar la historia de Violet, mediante el pleito cazado que tiene con su nuera, Cora la nueva condesa de Grantham, quien es hija de un magnate estadounidense y según se aprecia en la serie, buscó en el pasado Robert para salvar con su dote el patrimonio del baluarte inglés. Para Violet, su nuera no es más que una intrusa y no la considera como una verdadera o digna condesa; sin embargo, y a pesar de las rencillas mutuas que se tienen a lo largo de los episodios en su búsqueda por dominar una a la otra; logra apreciar las cualidades y virtudes que esta posee y que evoca con devoción y cuidado por su hijo.
Aunque sus reacciones y pensamientos suelen ser premeditados con lujo de detalle, y se caracteriza por su franqueza, no oculta la idea, en lo privado, de preferir que su nieta Mary hubiese sido como heredera de los títulos y patrimonio de Robert, antes que su primo Patrick (antes de morir este) o de Mathew que como varón más próximo a Robert, se perfila para ser el próximo conde de Grantham; contrariamente, de manera pública se muestra decidida en apoyar las medidas sucesorias que instituyó su difunto marido. Nació en el año 1840.

### Robert, conde de Grantham
Robert Crawley, conde de Grantham, ha vivido una vida sin complicaciones aunque de joven sirvió en el ejército británico en la campaña de Sudáfrica en donde tuvo como compañero de armas al señor Bates que después se convertiría en su sirviente. Se casó por conveniencia con su esposa, Cora, una rica heredera estadounidense. Lo que era en un principio un matrimonio para aunar riquezas poco a poco se fue convirtiendo en amor verdadero.
Ambos tienen un gran patrimonio y viven por y para él. Los dos condes desean y confían en tener un legítimo heredero de todos sus bienes (cláusula indispensable). El único problema es que no lo tienen. De la unión entre Robert y Cora nacieron tres hijas, Mary, Edith y Sybil.
Hasta ahora el heredero era el primo de Robert, James Crawley y su hijo, Patrick. Pero las últimas noticias son que ambos han muerto a bordo del Titanic. Nacido en el año 1864.

### Cora, condesa de Grantham
Cora es la hija de Isidore Levinson, un multimillonario de Cincinnati. A los 20 años de edad llegó a Inglaterra con su madre decidida a unirla con Robert, el conde de Grantham. Y así fue, se unieron en matrimonio, en virtud del cual toda su fortuna quedaba incorporada al mayorazgo de su esposo. Tienen tres hijas y ningún varón, por lo que su fortuna acabará en manos de algún pariente de su esposo, varón, que sea heredero legítimo, sin que sus hijas reciban nada importante. Para evitarlo, su plan era casar a su hija mayor, Mary, con Patrick, hijo del heredero, pero padre e hijo mueren en el Titanic. Nacida en el año 1866.

### Mary Crawley
Lady Mary Josephine Crawley es la primogénita de Lord Grantham y Cora. Es uno de los personajes importantes de la serie, pues buena parte de las intrigas giran alrededor de su matrimonio, que puede decidir si Downton Abbey seguirá perteneciendo a su aristocrática familia o pasará a manos de un heredero de otra clase social. En el primer episodio, cuando ve que su padre está dispuesto a trasmitir el patrimonio a un primo desconocido, en perjuicio suyo, se enfurece, y siente aversión por el intruso. Cuando conoce a su primo Matthew, el heredero, se siente acosada por todos los que esperan que acaben emparejándose, pero poco a poco también se siente atraída. Nacida en el año 1891.

### Edith Crawley
Lady Edith Patricia Crawley es la segunda hija de Lord Grantham y Lady Grantham. Considerada siempre como la hija segundona ocupa un discreto segundo plano, a la sombra de su hermana mayor, considerada por todos mucho más apta en cuestiones sociales, aunque no iguala con la belleza de sus hermanas. La rivalidad entre Mary y Edith comienza en el momento en el que Edith se enamora del prometido de Mary, Patrick Crawley, y no termina aunque este muriera trágicamente en el accidente del Titanic. Nacida en el año 1892.

### Sybil Crawley
Lady Sybil Cora Crawley, hija pequeña de Lord Grantham y Lady Grantham. Es la más sensible, dulce y espontánea de las tres hermanas, al mismo tiempo que la más consciente de los cambios sociales de su época. Provocará situaciones que pondrán a prueba los paradigmas de la vida tradicional familiar. Nacida en 1896.

### Matthew Crawley, el nuevo heredero
Matthew Crawley es un primo lejano del Lord Grantham. Es un prestigioso abogado de Mánchester que un día, de buenas a primeras, se convierte en heredero de un importante condado. Al principio lo afronta con recelo, pero con el tiempo se siente cómodo con su nueva situación, siempre y cuando pueda seguir trabajando. La actitud de Lady Grantham hacia este intruso y desconocido heredero será un tanto paranoica. Para Lady Mary, supondrá una rebaja de su condición; para Lady Edith, un instrumento de venganza hacia Mary y para Lady Sybil formará parte de la decadencia del sistema. Nacido en 1889.

### Martha Levinson, madre de Lady Cora
Millonaria estadounidense y un poco estrafalaria, es la madre de la actual Lady Grantham y abuela, por tanto, de Lady Mary, Lady Edith y Lady Sybil. Sus modales poco convencionales chocan con los tradicionales y conservadores de Lady Violett cuando ambas coinciden durante las veces que Mrs. Levinson viaja de visita a Downtwon Abbey desde Estados Unidos.

### Isobel Crawley
Isobel de Merton (anteriormente Crawley y por nacimiento Turnbull) es la viuda del Doctor Reginald Crawley, madre de Matthew Crawley y Ana Crawley,  fallecida poco después de nacer. Es abuela de George Crawley por el matrimonio de Matthew con Lady Mary, de Henry y Alfred por el matrimonio de su hijastro Larry con Alicia de Labny y de Albert, Margaret y Coroline por el matrimonio de su otro hijastro, Thimotey, con Luisa Smith. Se casó en segundas nupcias con Lord Merton. Ella y su marido viven en la antigua casa de Lady Grantham. Nació el 22 de noviembre de 1857. Se casó con el Doctor Crawley en 1885.

### Lord Merton
Richard Grey es el segundo esposo de Isobel. Es primo cuarto de Lord Grantham, y en 1879 heredó el baronado de Merton tras la muerte de su padre. Unos años atrás, en 1877, se casó con la difunta baronesa de Merton, y sirvió como coronel en la guerra de Sudáfrica. Tiene dos hijos: Larry y Thimotey. Nació en 1850.

### Tom Branson
Tom Branson empezó de chofer pero se casó con Lady Sybil y se fueron a vivir a Irlanda, posteriormente enviuda y se convierte en administrador de Downton Abbey. Al principio es un socialista y nacionalista irlandés. Nació en Dublín entre 1884 y 1885.

### Rose Aldridge
Nacida McClare. Es sobrina nieta de Lady Violet durante su visita en otoño de 1920 deciden que se  quede en Downton Abbey a vivir, es una joven bastante rebelde y espontánea cuyos padres quieren divorciarse. Se casó con Atticus Aldridge. Tiene una hija llamada Victoria. Nació en Escocia en 1902.

## Servidumbre

### Charles Carson
El señor Carson es el mayordomo jefe, el encargado de la despensa, el comedor y la bodega, el equipo de hombres depende de él. Cuenta con un pasado muy interesante pero que a él le avergüenza pues anteriormente se dedicaba a ser bailarín y comediante en carpas de circo ambulantes por lo que al ser descubierto por Lord Grantham presenta su renuncia pero el conde le impide renunciar y le pide que no se avergüence de su pasado. Se espera que los mayordomos sean solteros, sin distracciones y tentaciones de su propia familia y totalmente entregados. Carson, sin duda, encarna todos estos ideales, aunque en 1925 el señor Carson Se casó con la señora Hughes. Ha trabajado desde los 19 años en que entró como segundo lacayo Downton. Tiene un gran sentido de la tradición, por lo que su opinión es muy considerada, especialmente por Violet, la condesa viuda. Es algo desleal con el heredero que acaba de llegar porque no lo encuentra a la altura de Downton para ser su futuro conde ya que pertenece a la clase-media y apoyará a Lady Mary, a quien ama como una hija adoptiva. En muchos aspectos pareciera encarnar el eje familiar, la fortaleza del día a día con la estabilidad que aporta en sus funciones. Nacido en 1857.

### Elsie Hughes
La señora Hughes es el ama de llaves y encargada del buen funcionamiento del servicio en la casa. Como el señor Carson, posee la educación tradicional de servicio al señor que antepone su salud y bienestar, encargándose de que las doncellas hagan bien su trabajo y no realicen acciones deshonestas, aunque alguna que otra cause problemas. Poco sentimental, moral y decente según la época, su fuerza nace del temor que inspira. Respeta y protege a Carson. Íntimamente, lo ama. Nacida en 1856.

### Sarah O’Brien
O’Brien es la doncella personal de Lady Grantham. Es la encargada de atender todas las necesidades de su señoría, es su asistente personal y tanto puede lavar la ropa como ayudar a Cora a vestirse y peinarse.
O’Brien es vengativa y maligna. Ahora es la asistente personal en una gran casa, lo que debería colmarla, pero no es así, porque nada le hace feliz. Siempre defenderá sus propios intereses a toda costa, pero nunca llegará a estar satisfecha con nada. Nacida en 1863.

### John Bates
John Bates es el ayudante de cámara de Robert, es su asistente personal y acompaña a todas partes. Es un excombatiente al que la guerra dejó cojo, lo que le hace ser totalmente leal y defensor de Robert por haberle dado la oportunidad de trabajar para él. Se infiere que la lesión que dejó cojo a Bates es resultado de haber expuesto su vida en el campo de batalla para salvaguardar la integridad de Robert. Por ello, el conde de Grantham le otorga su lealtad e incluso amistad. Bates es un hombre serio, se resiente de su lesión, lo que hace parecer amargado. Pronto hace amistad con todo el personal, exceptuando a O´Brien y a Barrow, estos no lo soportan, amén que maquinan para librarse de él, pues Thomas desea su puesto como valet del Conde. Bates desarrolla amistad especial con Anna, la doncella de las hijas (luego será doncella únicamente de Lady  Mary); más adelante se enamoran y ante la muerte violenta de la exesposa de Bates deciden casarse de manera expedita ante el temor de que Bates será responsabilizado del aparente suicidio de su exmujer. Tras su liberación Bates vuelve a Downton recuperando su puesto de Valet. Al ser Bates falsamente acusado de homicidio Anna se  empeña en conseguir su libertad. Más adelante, la pareja tiene problemas para lograr el anhelo de ambos de tener un hijo, aunque al final, lo logran. Nacido en 1863.

### Anna Smith
Anna es la primera doncella y más veterana de todas de la casa. Es dulce, cariñosa y comprensiva. Es una mujer tranquila pero que lucha por todo aquello que cree justo. Nacida en 1889. Es muy cercana a Lady Mary y su relación a menudo va más allá de ser ama-sirvienta. Durante la primera temporada ella se enamora de Bates y termina casándose en secreto. Cuando Bates es acusado de asesinar a su exesposa, Anna hace todo lo posible para demostrar su inocencia.

### Beryl Patmore
Es la jefa de cocina. Se encarga de que la comida esté lista, y sus quehaceres abarcan desde los desayunos, comidas, postres o panes, hasta elaborados banquetes en ocasiones especiales. Se ocupa prácticamente de todo, ayudada fundamentalmente por Daisy, la moza de cocina. Tozuda en su empeño, siempre está regañando a la joven por todo, aunque en el fondo la aprecia mucho.

### William Mason
Segundo lacayo en Downton Abbey. Tuvo tres hermanos y una hermana pero todos murieron al poco tiempo de haber nacido, por lo que creció como único hijo. Cuando estalla la Primera Guerra Mundial, William consigue alistarse en el ejército a pesar de la intervención hecha por Violet para que su padre no perdiese a su único hijo con vida. Es herido de gravedad cuando protege a Matthew de una explosión que le provoca daños irreparables en sus pulmones. Se casa con Daisy y pocas horas después muere en paz.

### Thomas Barrow
Primer lacayo en Downton Abbey, quien trata de desfavorecer a Bates desde su llegada. Conforme avanza la primera temporada, descubren que es un ladrón y que ha tratado de culpar a Bates. Al crecer los rumores de una guerra, presenta su renuncia antes de ser despedido para poder alistarse en el cuerpo médico del ejército. Thomas fue enviado al frente y no es lo que esperaba, pero se las arregla para ser trasladado a un hospital haciendo que lo hieran en la mano. Después, es convertido en el oficial a cargo de la casa al ser convertida en casa de reposo para los oficiales en rehabilitación. Al terminar la guerra se va de Downton Abbey, pero regresa para tratar de comerciar algunos abarrotes con la señora Patmore, los cuales consiguió invirtiendo una fuerte suma de dinero. Su plan se viene abajo cuando descubre que sus productos estaban viejos o eran falsos. Es homosexual (en una época donde era tabú la homosexualidad) y uno de los personajes con más profundidad psicológica, pues aunque parece ser el villano de la serie tiene momentos de sorpresiva compasión y empatía.

### Joseph Molesley
Es el mayordomo de Matthew e Isobel apenas se mudan a Downton. Es además el ayudante de cámara de Matthew, aunque al principio tienen una conflictiva relación dado que Matthew prefiere hacer todo por él mismo no dejando que Molesley lo ayude a vestirse o servirle alimento, pero poco después lo resuelven tras una conversación entre Matthew y Robert en la cual el conde le menciona lo importante que son los roles que cada persona cumple en la sociedad. Después de que Matthew se casa con Lady Mary, Molesley se muda a Downton Abbey como lacayo aunque manteniendo su trabajo como ayudante y mayordomo para él e Isobel. Nacido en 1873.

### Daisy Mason
Es la aprendiz de cocina bajo el mando de Mrs. Patmore que la controla constantemente. Aunque de apariencia débil, ella es fuerte respecto a sus ideas. Estuvo casada por unas horas con William, lacayo de Downton, mientras estaba enfermo a punto de morir, por lo que su suegro quiere heredarle todas sus posesiones.

### Ethel Parks
Una joven mucama contratada en plena Guerra Mundial en Downton Abbey. A diferencia de la mayoría, Ethel tiene deseos de ser más que solo una mucama y a menudo expresa este pensamiento frente a los demás, lo que genera cierta fricción con el resto de la servidumbre. En 1917, tiene un amorío con el Comandante Bryant, miembro del ejército de Inglaterra, y tras ser descubierta por la señora Hughes es despedida. Sin embargo, queda embarazada del comandante y al mismo tiempo este pierde la vida al final de la guerra.

### James Kent
Primer lacayo en Downton Abbey (cuando Thomas es ascendido a ayudante de Robert). Es contratado después de que Matthew invierte en la propiedad solucionando sus problemas económicos. A menudo compite con Alfred, segundo lacayo y sobrino de O'Brien, para mantener su posición y ganarse el respeto de Robert y para conseguir la atención de Ivy, una joven aprendiz de cocina de Patmore y Daisy. Debido a su apariencia atractiva y cautivadora, es muy vanidoso y seguro de sí mismo, pero siempre mantiene una actitud amistosa y simpática con todo el personal en Downton.

### Alfred Nugent
Antiguo primer lacayo en Downton Abbey. Es el sobrino de O'Brien, con quien tiene además una relación muy cercana, ya que como O'Brien nunca tuvo hijos ella lo trata como si fuese su hijo, fue gracias a ella que Alfred consiguió ser contratado por Robert. A diferencia de James, Alfred es más tímido e introvertido, a pesar de esto es igual de romántico que James por lo que muchas veces se les ve compitiendo por ganar el aprecio de Ivy. Tiempo después, durante la 4ta temporada, Alfred se decide a seguir su sueño de ser un chef profesional, por lo que se postula en una academia de cocina que le permitirá acercarse a su sueño, en la cual, después de mucho esfuerzo, al final es aceptado, por lo que abandona Downton para convertirse en chef. Nacido en 1900.

## Localizaciones y presupuesto
El castillo de Highclere en Hampshire se utilizó como Downton Abbey, mientras que la zona de los sirvientes fue construida para el rodaje en los Estudios Ealing.
El rodaje de las escenas exteriores se realizó en el pueblo de Bampton en Oxfordshire, principalmente la iglesia de St. Mary y la biblioteca municipal, convertida en la entrada del hospital. Los personajes de las series a menudo se refieren a los pueblos de Malton, Easingwold y Kirby, situados en Yorkshire del Norte; Ripon y Thirsk han sido mencionados alguna otra vez. Sin embargo, la finca Downton está situada en la villa ficticia de Downton, un topónimo inglés de varias poblaciones en diferentes condados excepto Yorkshire.
La primera temporada tuvo un costo estimado de dos millones de libras por episodio, convirtiendo a Downton Abbey en la serie británica más cara producida hasta el momento. Es también el drama británico de más éxito desde Brideshead Revisited, con índices de audiencia de más de veinte millones de espectadores. La serie ha tenido un éxito similar en los Estados Unidos con una media de seis millones de espectadores por episodio.

## Apariciones

### Principales
Señal:      = Principales (Protagonistas)
Señal:      = Recurrentes
Señal:       = Apariciones especiales/Cameo
| Hugh Bonneville       | Robert Crawley          | 7 | 9 | 9 | 9 | 9 | 9 | 52 |
| Jessica Brown Findlay | Lady Sybil Branson      | 7 | 8 | 4 | - | - | - | 19 |
| Laura Carmichael      | Lady Edith Pelham       | 7 | 9 | 9 | 9 | 9 | 9 | 52 |
| Jim Carter            | Charles Carson          | 7 | 9 | 9 | 9 | 9 | 9 | 52 |
| Brendan Coyle         | John Bates              | 7 | 8 | 9 | 9 | 9 | 9 | 51 |
| Michelle Dockery      | Lady Mary Talbot        | 7 | 9 | 9 | 9 | 9 | 9 | 52 |
| Siobhan Finneran      | Sarah O'Brien           | 7 | 9 | 9 | 1 | - | - | 26 |
| Joanne Froggatt       | Anna Bates              | 7 | 9 | 9 | 9 | 9 | 9 | 52 |
| Thomas Howes          | William Mason           | 7 | 5 | - | - | - | 1 | 13 |
| Rob James-Collier     | Thomas Barrow           | 7 | 9 | 9 | 9 | 9 | 9 | 52 |
| Rose Leslie           | Gwen Harding            | 7 | - | - | - | - | 1 | 8  |
| Phyllis Logan         | Elsie Carson            | 7 | 9 | 9 | 9 | 9 | 9 | 52 |
| Elizabeth McGovern    | Cora Crawley            | 7 | 9 | 9 | 9 | 9 | 9 | 52 |
| Sophie McShera        | Daisy Parker            | 7 | 9 | 9 | 9 | 9 | 9 | 52 |
| Lesley Nicol          | Beryl Patmore           | 7 | 9 | 9 | 9 | 9 | 9 | 52 |
| Maggie Smith          | Violet Crawley          | 7 | 9 | 9 | 9 | 9 | 9 | 52 |
| Dan Stevens           | Matthew Crawley         | 7 | 9 | 9 | - | - | - | 25 |
| Penelope Wilton       | Isobel Grey             | 7 | 9 | 9 | 9 | 9 | 9 | 52 |
| Amy Nuttall           | Ethel Parks             | - | 8 | 7 | - | - | - | 15 |
| Kevin Doyle           | Joseph Molesley         | 4 | 6 | 9 | 9 | 9 | 9 | 46 |
| Allen Leech           | Tom Branson             | 3 | 8 | 8 | 9 | 9 | 7 | 44 |
| Matt Milne            | Alfred Nugent           | - | - | 9 | 8 | - | - | 17 |
| Ed Speleers           | James "Jimmy" Kent      | - | - | 6 | 9 | 2 | - | 17 |
| Raquel Cassidy        | Phyllis Baxter          | - | - | - | 5 | 9 | 9 | 23 |
| Lily James            | Lady Rose Aldridge      | - | - | 2 | 9 | 9 | 1 | 21 |
| Cara Theobold         | Ivy Stuart              | - | - | 6 | 9 | - | - | 15 |
| David Robb            | Dr. Richard Clarkson    | 3 | 8 | 6 | 6 | 6 | 7 | 36 |
| Tom Cullen            | Anthony Foyle           | - | - | - | 5 | 7 | - | 12 |
| Julian Ovenden        | Charles Blake           | - | - | - | 4 | 5 | - | 9  |
| Michael C. Fox        | Andrew Parker           | - | - | - | - | 2 | 9 | 11 |
| Matthew Goode         | Henry Talbot            | - | - | - | - | 1 | 6 | 7  |
| Harry Hadden-Paton    | Herbert "Bertie" Pelham | - | - | - | - | 1 | 6 | 7  |

## Reparto

### Reparto Principal
| Actor                 | Personaje                                          | Temporada       | Temporada       | Temporada       | Temporada       | Temporada       | Temporada       | Capítulos       | Películas       | Películas       |
| Actor                 | Personaje                                          | 1               | 2               | 3               | 4               | 5               | 6               | Capítulos       | Downton Abbey   | Una Nueva Era   |
| Familia Crawley       | Familia Crawley                                    | Familia Crawley | Familia Crawley | Familia Crawley | Familia Crawley | Familia Crawley | Familia Crawley | Familia Crawley | Familia Crawley | Familia Crawley |
| --------------------- | -------------------------------------------------- | --------------- | --------------- | --------------- | --------------- | --------------- | --------------- | --------------- | --------------- | --------------- |
| Maggie Smith          | Violet Crawley "La Condesa viuda"                  | Principal       | Principal       | Principal       | Principal       | Principal       | Principal       | 52              | Principal       | Principal       |
| Hugh Bonneville       | Robert Crawley "Lord Grantham"                     | Principal       | Principal       | Principal       | Principal       | Principal       | Principal       | 52              | Principal       | Principal       |
| Elizabeth McGovern    | Cora Crawley "Lady Grantham"                       | Principal       | Principal       | Principal       | Principal       | Principal       | Principal       | 52              | Principal       | Principal       |
| Michelle Dockery      | Lady Mary Talbot (antes Crawley)                   | Principal       | Principal       | Principal       | Principal       | Principal       | Principal       | 52              | Principal       | Principal       |
| Laura Carmichael      | Lady Edith Pelham (antes Crawley)                  | Principal       | Principal       | Principal       | Principal       | Principal       | Principal       | 52              | Principal       | Principal       |
| Jessica Brown Findlay | Lady Sybil Branson (antes Crawley)                 | Principal       | Principal       | Principal       |                 |                 |                 | 19              |                 |                 |
| Penelope Wilton       | Isobel Grey (antes Turnbull y Crawley)             | Principal       | Principal       | Principal       | Principal       | Principal       | Principal       | 52              | Principal       | Principal       |
| Dan Stevens           | Matthew Crawley                                    | Principal       | Principal       | Principal       |                 |                 |                 | 25              |                 |                 |
| Allen Leech           | Tom Branson                                        | Recurrente      | Recurrente      | Principal       | Principal       | Principal       | Principal       | 45              | Principal       | Principal       |
| Lily James            | Lady Rose Aldridge (antes MacClare)                |                 |                 | Recurrente      | Principal       | Principal       | Invitada        | 21              |                 |                 |
| Matthew Goode         | Henry Talbot                                       |                 |                 |                 |                 | Invitada        | Principal       | 7               | Principal       |                 |
| Harry Hadden-Paton    | Herbert "Bertie" Pelham                            |                 |                 |                 |                 | Invitada        | Principal       | 7               | Principal       | Principal       |
| Imelda Staunton       | Maud Bagshaw (antes Crawley)                       |                 |                 |                 |                 |                 |                 |                 | Principal       | Principal       |
| Tuppence Middleton    | Lucy Branson (antes Smith, hija ilegítima de Maud) |                 |                 |                 |                 |                 |                 |                 | Invitada        | Principal       |
| Servidumbre           |                                                    |                 |                 |                 |                 |                 |                 |                 |                 |                 |
| Jim Carter            | Charles Carson                                     | Principal       | Principal       | Principal       | Principal       | Principal       | Principal       | 52              | Principal       | Principal       |
| Phyllis Logan         | Elsie Carson (antes Hughes)                        | Principal       | Principal       | Principal       | Principal       | Principal       | Principal       | 52              | Principal       | Principal       |
| Lesley Nicol          | Beryl Patmore                                      | Principal       | Principal       | Principal       | Principal       | Principal       | Principal       | 52              | Principal       | Principal       |
| Brendan Coyle         | John Bates                                         | Principal       | Principal       | Principal       | Principal       | Principal       | Principal       | 51              | Principal       | Principal       |
| Joanne Froggatt       | Anna Bates (antes Smith)                           | Principal       | Principal       | Principal       | Principal       | Principal       | Principal       | 52              | Principal       | Principal       |
| Rob James-Collier     | Thomas Barrow                                      | Principal       | Principal       | Principal       | Principal       | Principal       | Principal       | 52              | Principal       | Principal       |
| Sophie McShera        | Daisy Parker (antes Mason y Robinson)              | Principal       | Principal       | Principal       | Principal       | Principal       | Principal       | 52              | Principal       | Principal       |
| Kevin Doyle           | Joseph Molesley                                    | Recurrente      | Recurrente      | Principal       | Principal       | Principal       | Principal       | 46              | Principal       | Principal       |
| Siobhan Finneran      | Sarah O'Brien                                      | Principal       | Principal       | Principal       | Invitada        |                 |                 | 26              |                 |                 |
| Thomas Howes          | William Mason                                      | Principal       | Principal       |                 |                 |                 |                 | 12              |                 |                 |
| Rose Leslie           | Gwen Harding                                       | Principal       |                 |                 |                 |                 | Invitada        | 8               |                 |                 |
| Amy Nuttall           | Ethel Parks                                        |                 | Principal       | Principal       |                 |                 |                 | 15              |                 |                 |
| Matt Milne            | Alfred Nugent                                      |                 |                 | Principal       | Principal       |                 |                 | 17              |                 |                 |
| Cara Theobold         | Ivy Stuart                                         |                 |                 | Recurrente      | Principal       |                 |                 | 15              |                 |                 |
| Ed Speleers           | James "Jimmy" Kent                                 |                 |                 | Principal       | Principal       | Recurrente      |                 | 17              |                 |                 |
| Raquel Cassidy        | Phyllis Baxter                                     |                 |                 |                 | Principal       | Principal       | Principal       | 23              | Principal       | Principal       |
| Michael C. Fox        | Andrew "Andy" Parker                               |                 |                 |                 |                 | Recurrente      | Principal       | 11              | Principal       | Principal       |
| Otros                 |                                                    |                 |                 |                 |                 |                 |                 |                 |                 |                 |
| David Robb            | Dr. Richard Clarkson                               | Recurrente      | Recurrente      | Recurrente      | Principal       | Principal       | Principal       | 36              |                 | Invitada        |
| Tom Cullen            | Anthony Foyle                                      |                 |                 |                 | Recurrente      | Principal       |                 | 13              |                 |                 |
| Julian Ovenden        | Charles Blake                                      |                 |                 |                 | Recurrente      | Principal       |                 | 9               |                 |                 |
| Nathalie Baye         | Madame de Montmirail                               |                 |                 |                 |                 |                 |                 |                 |                 | Principal       |
| Jonathan Zaccaï       | Marqués de Montmirail                              |                 |                 |                 |                 |                 |                 |                 |                 | Principal       |
| Hugh Dancy            | Jack Barber                                        |                 |                 |                 |                 |                 |                 |                 |                 | Principal       |
| Laura Haddock         | Myrna Dalgleish                                    |                 |                 |                 |                 |                 |                 |                 |                 | Principal       |
| Dominic West          | Guy Dexter                                         |                 |                 |                 |                 |                 |                 |                 |                 | Principal       |

### Reparto Secundario
| Actor                           | Personaje                               | Temporada       | Temporada       | Temporada       | Temporada       | Temporada       | Temporada       | Capítulos       | Películas       | Películas       |
| Actor                           | Personaje                               | 1               | 2               | 3               | 4               | 5               | 6               | Capítulos       | Downton Abbey   | Una Nueva Era   |
| Familia Crawley                 | Familia Crawley                         | Familia Crawley | Familia Crawley | Familia Crawley | Familia Crawley | Familia Crawley | Familia Crawley | Familia Crawley | Familia Crawley | Familia Crawley |
| ------------------------------- | --------------------------------------- | --------------- | --------------- | --------------- | --------------- | --------------- | --------------- | --------------- | --------------- | --------------- |
| Samantha Bond                   | Lady Rosamund Painswick (antes Crawley) | Invitada        | Recurrente      | Invitada        | Recurrente      | Recurrente      | Recurrente      | 18              |                 | Invitada        |
| Shirley MacLaine                | Martha Levinson                         |                 |                 | Recurrente      | Invitada        |                 |                 | 3               |                 |                 |
| Fifi Hart                       | Sybil "Sybbie" Branson                  |                 |                 | Recurrente      | Recurrente      | Recurrente      | Recurrente      | 22              | Invitada        | Invitada        |
| Oliver y Zack Barker            | George Crawley                          |                 |                 | Invitada        | Recurrente      | Recurrente      | Recurrente      | 20              | Invitada        | Invitada        |
| Douglas Reith                   | Richard Grey "Lord Merton"              |                 |                 | Invitado        | Recurrente      | Recurrente      | Recurrente      | 16              | Invitado        | Invitado        |
| Peter Egan                      | Hugh MacClare                           |                 |                 | Invitado        |                 | Recurrente      | Invitado        | 4               |                 |                 |
| Eva y Karina Samms              | Marigold Gregson                        |                 |                 |                 |                 | Recurrente      | Recurrente      | 16              | Invitada        | Invitada        |
| Matt Barber                     | Atticus Aldridge                        |                 |                 |                 |                 | Recurrente      | Invitado        | 6               |                 |                 |
| ?                               | Caroline Talbot                         |                 |                 |                 |                 |                 |                 |                 | Invitada        | Invitada        |
| Servidumbre                     |                                         |                 |                 |                 |                 |                 |                 |                 |                 |                 |
| Christine Lohr                  | May Bird                                | Invitada        | Invitada        | Recurrente      |                 |                 |                 | 4               |                 |                 |
| Andrew Westfield                | Lynch                                   | Recurrente      |                 |                 |                 |                 |                 | 2               |                 |                 |
| Lionel Guyett                   | Taylor                                  | Recurrente      |                 |                 |                 |                 |                 | 3               |                 |                 |
| Cal McAninch                    | Henry Lang                              |                 | Recurrente      |                 |                 |                 |                 | 2               |                 |                 |
| Nicholas Blatt                  | Brookes                                 |                 | Recurrente      |                 |                 |                 |                 | 4               |                 |                 |
| Clare Calbraith                 | Jane Moorsum                            |                 | Recurrente      |                 |                 |                 |                 | 4               |                 |                 |
| MyAnna Buring                   | Edna Braithwaite                        |                 |                 | Invitada        | Recurrente      |                 |                 | 5               |                 |                 |
| Nigel Harman                    | Alex Green                              |                 |                 |                 | Recurrente      |                 |                 | 4               |                 |                 |
| Jeremy Swift                    | Septimus Spratt                         |                 |                 |                 | Recurrente      | Recurrente      | Recurrente      | 17              |                 |                 |
| Sue Johnston                    | Gladys Denker                           |                 |                 |                 |                 | Recurrente      | Recurrente      | 9               |                 |                 |
| Max Brown                       | Richard Ellis                           |                 |                 |                 |                 |                 |                 |                 | Recurrente      | Recurrente      |
| Relacionados con la familia     |                                         |                 |                 |                 |                 |                 |                 |                 |                 |                 |
| Robert Bathurst                 | Sir Anthony Strallan                    | Recurrente      | Invitada        | Recurrente      |                 |                 |                 | 7               |                 |                 |
| Brendan Patricks                | Evelyn Napier                           | Recurrente      |                 |                 | Recurrente      |                 | Invitada        | 7               |                 |                 |
| Jonathan Coy                    | George Murray                           | Invitada        | Invitada        | Recurrente      |                 | Invitada        |                 | 7               |                 | Invitada        |
| Iain Glen                       | Sir Richard Carlisle                    |                 | Recurrente      |                 |                 |                 |                 | 6               |                 |                 |
| Michael Cochrane                | Albert Travis                           |                 | Recurrente      | Recurrente      |                 |                 | Recurrente      | 8               |                 |                 |
| Zoe Boyle                       | Lavinia Swire                           |                 | Recurrente      |                 |                 |                 |                 | 7               |                 |                 |
| Charles Edwards                 | Michael Gregson                         |                 |                 | Recurrente      | Recurrente      |                 |                 | 7               |                 |                 |
| Relacionados con la servidumbre |                                         |                 |                 |                 |                 |                 |                 |                 |                 |                 |
| Paul Copley                     | Albert Mason                            |                 | Recurrente      | Recurrente      | Invitada        | Recurrente      | Recurrente      | 17              |                 | Invitada        |
| Maria Doyle Kennedy             | Vera Bates                              |                 | Recurrente      |                 |                 |                 |                 | 3               |                 |                 |
| Christine Mackie                | Daphne Bryant                           |                 | Recurrente      | Recurrente      |                 |                 |                 | 4               |                 |                 |
| Kevin R. McNally                | Horace Bryant                           |                 | Recurrente      | Invitada        |                 |                 |                 | 3               |                 |                 |
| Daniel Pirrie                   | Major Charles Bryant                    |                 | Recurrente      |                 |                 |                 |                 | 3               |                 |                 |

### Actores invitados
| Actor/actriz     | Personaje                              | Cargo                                     | Temporadas               |
| ---------------- | -------------------------------------- | ----------------------------------------- | ------------------------ |
| Charlie Cox      | Philip, duque de Crowborough           | Amigo familiar y amante de Thomas         | 1                        |
| Theo James       | Mr. Kemal Pamuk                        | Agregado de la Embajada Turca             | 1                        |
| Nicky Henson     | Mr. Charles Grigg                      | Antiguo amigo de Carson                   | 1, 4                     |
| Phoebe Nicholls  | Susan MacClare, marquesa de Flintshire | Madre de Lady Rose                        | 3, 5                     |
| Paul Giamatti    | Mr. Harold Levinson                    | Hermano de Lady Cora, condesa de Grantham | 4                        |
| Kiri Te Kanawa   | Nellie Melba                           | Cantante de Ópera                         | 4                        |
| Jon Glover       | Jorge V (voz)                          | Rey de Reino Unido, Emperador de India    | 5                        |
| Rick Bacon       | Sr. Henderson                          | Propietario del Mallerton Hall            | 6                        |
| Rupert Frazer    | Neville Chamberlain                    | Político                                  | 6                        |
| Ron Donachie     | McCree                                 | Mayordomo del Señor Flintshire            | Especial de Navidad 2012 |
| Janet Montgomery | Freda Dudley Ward                      | Amante del Príncipe de Gales              | Especial de Navidad 2013 |
| Oliver Dimsdale  | Príncipe de Gales                      | Heredero del trono                        | Especial de Navidad 2013 |

## Temporadas
| Temporada | Temporada | Episodios | Estreno                  | Final                   | Fecha cap. especial     | Audiencia media | Audiencia media | Audiencia media |
| Temporada | Temporada | Episodios | Estreno                  | Final                   | Fecha cap. especial     | Espectadores    | Share           |                 |
| --------- | --------- | --------- | ------------------------ | ----------------------- | ----------------------- | --------------- | --------------- | --------------- |
|           | 1         | 7         | 26 de septiembre de 2010 | 7 de noviembre de 2010  | -                       | 2 850 000       | 14,8%           |                 |
|           | 2         | 8+1       | 18 de septiembre de 2011 | 6 de noviembre de 2011  | 25 de diciembre de 2011 | 1 891 000       | 10,9%           |                 |
|           | 3         | 8+1       | 16 de septiembre de 2012 | 4 de noviembre de 2012  | 25 de diciembre de 2012 | 1 487 000       | 8,3%            |                 |
|           | 4         | 8+1       | 22 de septiembre de 2013 | 10 de noviembre de 2013 | 25 de diciembre de 2013 | 413 000         | 2,2%            |                 |
|           | 5         | 8+1       | 21 de septiembre de 2014 | 9 de noviembre de 2014  | 25 de diciembre de 2014 | 336 000         | 1,9%            |                 |
|           | 6         | 8+1       | 20 de septiembre de 2015 | 8 de noviembre de 2015  | 25 de diciembre de 2015 | -               | -               |                 |
| Total     | Total     | 47+5      | 2010                     | 2015                    | Navidad                 | N/A             | N/A             |                 |